# Harry Truman

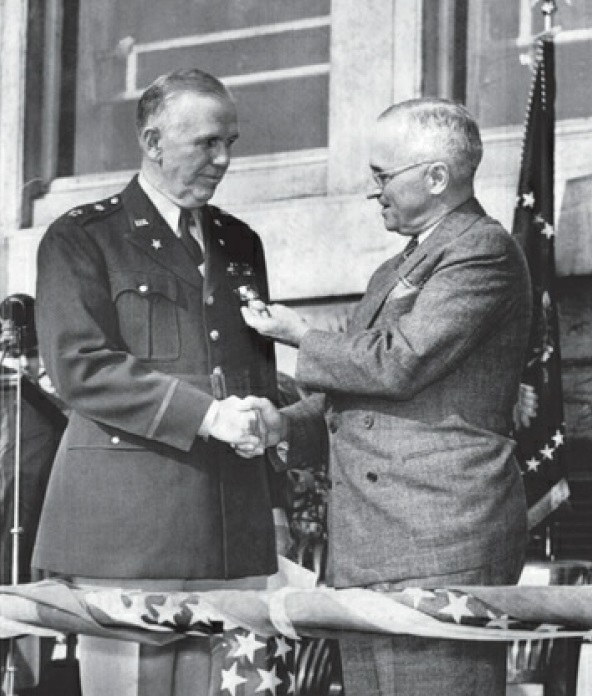
Truman i generał George C. Marshall, 1945

Harry S. Truman (ur. 8 maja 1884 w Lamar, zm. 26 grudnia 1972 w Kansas City) – amerykański polityk partii demokratycznej, 33. prezydent Stanów Zjednoczonych w latach 1945–1953.
W 1945 34. wiceprezydent Stanów Zjednoczonych, senator Stanów Zjednoczonych w latach 1935–1945.

## Dzieciństwo i młodość
Harry S. Truman urodził się 8 maja 1884 roku w Lamar, jako syn handlarza końmi Johna Andersona Trumana i jego żony Marthy Ellen Young Truman. Rodzina Trumanów kilkakrotnie przeprowadzała się, pozostając cały czas w obrębie stanu Missouri. Uczęszczał do szkoły podstawowej i średniej w Independence, które ukończył w 1901 roku. Z powodu kiepskiej sytuacji finansowej rodziny, nie mógł pójść do college’u, a słaby wzrok wykluczył służbę w Akademii West Point.
W pierwszej dekadzie XX wieku pracował w firmie kolejowej, a następnie w kilku bankach w Kansas City. W 1905 roku wstąpił do Gwardii Narodowej w Missouri, jednocześnie pomagając rodzinie na farmie. W 1917 roku został zmobilizowany i wysłany na front I wojny światowej we Francji. Brał udział m.in. w bitwach pod Saint-Mihiel, pod Meusse-Argonne i pod Sammedieu. Wiosną 1919, mając stopień majora, został zwolniony ze służby.

## Kariera polityczna
Po powrocie z wojny, Truman przez kilka lat pracował jako biznesmen, jednak musiał ogłosić bankructwo. W 1922 roku, dzięki znajomości z braćmi Thomasem i Jamesem Pendergastami został wybrany na sędziego hrabstwa Jackson. Wygrał wybory na to stanowisko i pełnił rolę sędziego przez dwuletnią kadencję. W tym samym czasie studiował prawo w Kansas City Law School, które ukończył w 1925 roku. W latach 1927–1935 był przewodniczącym powiatowej władzy wykonawczej.
Jesienią 1934 roku Truman wygrał wybory do Senatu, z ramienia Partii Demokratycznej. Poprzez bliską znajomość ze skorumpowanym Pendergastem, spotykał go ostracyzm pośród innych senatorów. Pomimo swojego poparcia dla polityki Nowego Ładu, Truman miał wówczas krytyczne zdanie na temat administracji Franklina Delano Roosevelta. Z jego inicjatywy powołano komisję ds. zbadania efektywności programów zbrojeniowych (zwaną „Komisją Trumana”). Komisja ujawniła nieuzasadnione zyski koncernów zbrojeniowych, zwłaszcza po przystąpieniu USA do II wojny światowej. Przysporzyło to popularności Trumanowi.
W wyborach prezydenckich w 1944 roku Roosevelt postanowił ubiegać się o czwartą kadencję. Chciał jednak zrezygnować z dotychczasowego wiceprezydenta Henry’ego Wallace’a, dlatego pozostawił decyzję o nominacji jego następcy bossom partyjnym. Na konwencji demokratów w lipcu 1944 w drugim głosowaniu nominację otrzymali Roosevelt (prezydencką) i Truman (wiceprezydencką). Obaj zostali zaprzysiężeni 20 stycznia 1945 roku. Po niespełna trzech miesiącach, 12 kwietnia 1945, Roosevelt doznał udaru i zmarł. Truman został zaprzysiężony na następnego prezydenta tego samego dnia.

## Prezydentura
Jednym z pierwszych wyzwań, jakie stało przed nowym prezydentem, była konferencja założycielska Organizacji Narodów Zjednoczonych w San Francisco, która rozpoczęła się 25 kwietnia 1945. Stronę amerykańską reprezentowali sekretarz stanu Edward Stettinius oraz członkowie Kongresu z obu głównych partii politycznych. Aby uniknąć problemów, jakie miał Woodrow Wilson z aprobatą paktu Ligi Narodów, Truman postanowił pozostawić taki skład delegacji, który będzie skuteczniejszy w późniejszej debacie w Kongresie. Jeszcze przed rozpoczęciem konferencji dało się zauważyć ostry kurs Trumana wobec Związku Radzieckiego. 23 kwietnia spotkał się on z komisarzem spraw zagranicznych Wiaczesławem Mołotowem i ambasadorem w USA Andriejem Gromyką, gdzie odnosił się do strony radzieckiej z dużą rezerwą i niechęcią. Dzień rozpoczęcia konferencji zbiegł się w czasie ze spotkaniem armii amerykańskiej i radzieckiej nad Łabą. Już na samym początku pomiędzy USA a ZSRR powstało kilka konfliktów: m.in. sprawa Rządu Jedności Narodowej w Polsce oraz udział Argentyny w konferencji (która utrzymywała stosunki dyplomatyczne z III Rzeszą, a mimo to została zaproszona na obrady przez Edwarda Stettiniusa). Pozostałymi różnicami były pomysły utrzymania kolonii brytyjskich i francuskich, aneksja archipelagów Karolinów, Marianów i Wysp Marshalla przez Stany Zjednoczone oraz system głosowania w Radzie Bezpieczeństwa. W celu uzgodnienia wspólnego stanowiska, Truman wysłał do Moskwy Harry’ego Hopkinsa na negocjacje ze Stalinem. Karta Narodów Zjednoczonych została ostatecznie podpisana 26 czerwca, a 28 lipca została ratyfikowana przez Senat.
W czasie obrad w San Francisco, III Rzesza przegrywała wojnę w Europie i światowi przywódcy zastanawiali się nad powojenną przyszłością Niemiec. Z tego powodu naciskano na prezydenta USA, by spotkał się z premierem brytyjskim i przewodniczącym Rady Komisarzy Ludowych Związku Radzieckiego, by omówić szczegóły. Truman był zwolennikiem pokojowej okupacji sojuszniczej, demilitaryzacji i denazyfikacji Niemiec, będąc jednocześnie przeciwnikiem planu Morgenthaua. Dla uzgodnienia wspólnego stanowiska państw zwycięskich, zwołano konferencję w Poczdamie, która rozpoczęła się 2 lipca 1945. W trakcie przygotowań do niej, Truman otoczył się ludźmi sprzyjającymi ostremu kursowi wobec ZSRR: admirałem Williamem Leahy’m, sekretarzem obrony Jamesem Forrestalem i nowym sekretarzem stanu Jamesem Byrnesem. W drodze do Poczdamu, delegacja amerykańska ustaliła cztery główne punkty obrad: ustalenia przyszłości Niemiec, reparacji wojennych, realizacje ustaleń konferencji jałtańskiej dotyczących kształtu powojennej Europy oraz podpisanie traktatów pokojowych. Przewodniczącym konferencji został Truman i na początku zawnioskował o powołanie Rady Ministrów Spraw Zagranicznych (amerykańskiego, radzieckiego, chińskiego, francuskiego i brytyjskiego), która miała opracować traktaty pokojowe. Ponadto przedstawił wcześniej uzgodnione przez delegację postulaty, a także chciał przyjęcia Włoch do ONZ. Rada została powołana bez sprzeciwów, natomiast dyskusja o państwach Europy Wschodniej, takich jak Polska, Bułgaria czy Rumunia spowodowała ostry protest strony radzieckiej. Wielka trójka odbyła także naradę w sprawie zakończenia wojny przeciwko Japonii. Jednak głównym tematem obrad pozostała sprawa III Rzeszy. Na konferencjach w Teheranie i Jałcie Roosevelt i Churchill postulowali podział kraju na kilka mniejszych, czemu sprzeciwiał się Stalin, twierdząc że podział wzmoże ruchy nacjonalistyczne i militarystyczne. Truman początkowo popierał pomysł podziału, ale został przekonany do zmiany stanowiska i podczas obrad w Poczdamie nie przedstawił takiego wniosku.
Wkrótce po zakończeniu konferencji poczdamskiej, prezydent podjął decyzję o zrzuceniu dwóch bomb atomowych na Japonię. Pierwsza z nich została zrzucona 6 sierpnia na Hiroszimę, a trzy dni później kolejną zrzucono na Nagasaki. W wyniku obu eksplozji zmarło łącznie około 160 tysięcy ludzi. W wyniku tych działań, Cesarstwo podpisało kapitulację 14 sierpnia, którą przyjął generał Douglas MacArthur. Powodem, podanym przez Trumana, użycia broni jądrowej było zastraszenie Japonii i wymuszenie kapitulacji. Jednak według niektórych amerykańskich wojskowych, jak choćby generała Henry’ego Arnolda i admirała Williama Halseya, zrzucenie bomb było błędem, ponieważ Cesarstwo i tak było na granicy przegrania wojny i konieczności poddania się. Innymi powodami użycia broni atomowej były wywarcie nacisku i demonstracja siły wobec ZSRR. Pomimo wątpliwości sekretarza wojny, Henry’ego Stimsona, poprzez takie działanie wobec Japonii, Truman rozpoczął dyplomację z pozycji siły wobec Związku Radzieckiego, co było zaczątkiem zimnej wojny.
W myśl polityki zimnej wojny, wiosną 1947 roku prezydent opracował doktrynę (nazwaną później doktryną Trumana), oferującą pomoc militarną państwom proamerykańskim. W pierwszej kolejności chodziło o Grecję i Turcję, gdzie obawiano się, że władzę obejmą komuniści, co mogłoby doprowadzić do upadku prozachodnich rządów w innych państwach europejskich. Doktryna Trumana została proklamowana przed Kongresem 12 marca 1947 roku. Prezydent chciał także zorganizować pomoc gospodarczą dla państw Europy Zachodniej, dlatego też 19 grudnia tego samego roku wprowadził w życie plan Marshalla. Trzecim posunięciem w zwalczaniu komunizmu było utworzenie Paktu Północnoatlantyckiego 4 kwietnia 1949 roku. Państwami założycielskimi były: Stany Zjednoczone, Francja, Wielka Brytania, Włochy, Kanada, Belgia, Holandia, Luksemburg, Dania, Norwegia, Islandia i Portugalia. W ramach dbania o bezpieczeństwo zewnętrzne, w 1947 utworzył Departament Obrony oraz Centralną Agencję Wywiadowczą.
Jeszcze będąc senatorem, zetknął się z problemem Izraela i Palestyny. 19 kwietnia 1945 przyjął na audiencji rabina Stephena Wise’a, potwierdzając sympatię dla ruchu syjonistycznego. Trzy lata później, 25 marca 1948 przychylił się do propozycji objęcia Palestyny powiernictwem ONZ. Kiedy Żydowska Rada Narodowa proklamowała w Tel Awiwie (14 maja 1948) powstanie Izraela, Stany Zjednoczone tego samego dnia uznały nowe państwo.

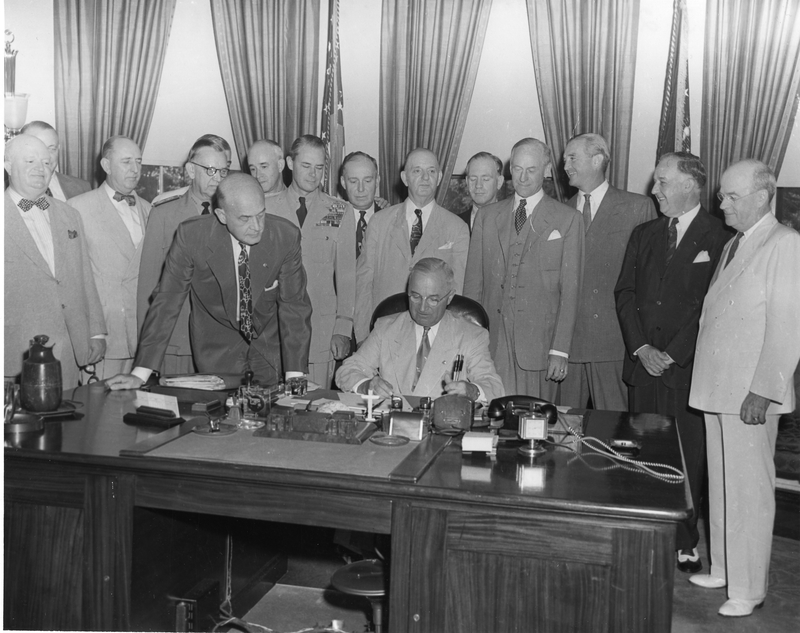
Truman w 1949

Pomimo niepopularności w społeczeństwie, Truman postanowił się ubiegać o drugą kadencję w wyborach w 1948 roku. Na konwencji demokratów, odbywającej się w czerwcu 1948 w Filadelfii, urzędujący prezydent uzyskał nominację w pierwszym głosowaniu. Kandydatem na wiceprezydenta został Alben Barkley. Głównymi konkurentami Trumana byli: kandydat Partii Republikańskiej Thomas Dewey, kandydat Południowych Demokratów Strom Thurmond i kandydat Partii Postępowej Henry Wallace. W głosowaniu powszechnym Truman uzyskał ponad 24 miliony głosów wobec ok. 21,5 miliona dla Deweya i po 1 milionie dla Thurmonda i Wallace’a. W Kolegium Elektorów prezydent zdobył 303 głosy, przy 189 Deweya i 39 Thurmonda.
Rok po rozpoczęciu drugiej kadencji przez Trumana, wybuchła wojna koreańska. Prezydent postanowił, że Stany Zjednoczone wyślą wojsko na Półwysep Koreański, w charakterze misji porządkowej, pomimo że Kongres formalnie nie wypowiedział wojny. Dowódcą mianował generała Douglasa MacArthura, który otwarcie nie zgadzał się z działaniami prezydenta, zarzucając mu zbyt łagodny plan. Truman był przeciwny proponowanej ofensywnej strategii, gdyż obawiał się przyłączenia się ZSRR lub ChRL do wojny. Nie chcąc dymisjonować popularnego McArthura, spotkał się z nim 15 października 1950 na wyspie Wake. Pomimo że początkowo generał zastosował się do poleceń prezydenta, po kilku miesiącach powrócił do prowadzenia wojny według własnego uznania. Wskutek nieskuteczności apeli o kontrolę armii przez cywilną władzę polityczną, Truman wezwał McArthura do stolicy i zdymisjonował go 10 kwietnia 1951 roku. Jego następcą został generał Matthew Ridgway. W wyniku tego w Stanach Zjednoczonych pojawiły się oskarżenia pod adresem prezydenta, a także groźba zdjęcia go z urzędu.
W zakresie polityki wewnętrznej, Truman realizował program Sprawiedliwego Ładu, jako kontynuacji rooseveltowskiego Nowego Ładu. W jego ramach obiecał ustanowienie płacy minimalnej na poziomie 75 centów za godzinę, kontrolę cen, płac i kredytów oraz anulowanie antyzwiązkowej ustawy Tafta–Hartleya. Jednakże w wyniku wojny koreańskiej, która pochłaniała dużą ilość środków finansowych, Truman podniósł podatki. Spowodowało to falę niepopularności w społeczeństwie, a dodatkowo dług narodowy osiągnął rekordowo wysoki poziom. W 1952 doszło do kolejnych strajków w hutach. Ponieważ Truman nie chciał korzystać z ustawy Tafta–Hartleya, nakazał armii zająć fabryki, co także spotkało się z ostrym sprzeciwem. Pracownicy zaskarżyli gabinet do sądu, który nakazał sekretarzowi handlu Charlesowi Sawyerowi zwrot bezprawnie zajętych hut.
W wyniku rosnącej niepopularności, prezydent postanowił, że nie będzie ubiegał się o kolejną kadencję w wyborach w 1952 roku. Poparł wówczas gubernatora Illinois Adlaia Stevensona.
Za czasów prezydentury Trumana uchwalono XXII poprawkę do Konstytucji, która formalnie ograniczała liczbę kadencji prezydenckich do dwóch (wcześniej było to jedynie prawo zwyczajowe, złamane przez Franklina Delano Roosevelta).

## Emerytura i śmierć
Po opuszczeniu Białego Domu, Truman powrócił do rodzinnego Independence. Zajął się wówczas tworzeniem własnej biblioteki i pisaniem pamiętników, które ukazały się w połowie lat pięćdziesiątych. W kolejnej dekadzie stan jego zdrowia się pogorszył, przez co nie mógł już publicznie zabierać głosu w sprawach państwowych. Pod koniec 1972 trafił do szpitala w Kansas City, gdzie zmarł 26 grudnia.
8 maja 1984 w uznaniu służby publicznej, jaką oddał Stanom Zjednoczonym oraz dla upamiętnienia jego setnych urodzin, został uhonorowany Złotym Medalem Kongresu.

## Życie prywatne
Harry Truman poślubił Elizabeth Wallace 28 czerwca 1919 roku. Mieli jedną córkę, Margaret (ur. 1924). Truman należał do Kościoła baptystów, a ponadto był masonem.